# Cheremule
Cheremule (sardinski: Cherèmule) je grad i općina (comune) u pokrajini Sassariju u regiji Sardiniji, Italija. Nalazi se na nadmorskoj visini od 540 metara i ima 434 stanovnika.
 Prostire se na 24,25 km2. Gustoća naseljenosti je 18 st/km2.
Susjedne općine su: Borutta, Cossoine, Giave, Thiesi i Torralba.